# Jason van Duiven
Jason van Duiven (Almelo, Países Bajos, 24 de febrero de 2005) es un futbolista neerlandés que juega de delantero en el Lommel S. K. de la Segunda División de Bélgica.

## Trayectoria
Creció en Almelo, Overijssel, donde empezó a jugar al fútbol en clubes locales de aficionados, antes de fichar por el F. C. Twente, junto con su hermano menor Robin.
En 2018, los dos hermanos van Duiven se incorporaron a la academia del PSV Eindhoven. Allí, impresionó rápidamente con su capacidad goleadora en los equipos juveniles, firmando su primer contrato profesional con el PSV en 2020, con sólo 15 años.
Tras una destacada temporada 2021-22 con el equipo sub-17, en la que marcó 21 goles y repartió 9 asistencias en 17 partidos, debutó como profesional con el Jong PSV el 5 de agosto de 2022, jugando como delantero centro en el partido de la Eerste Divisie contra el Willem II Tilburg (1-1).

## Selección nacional
Es internacional juvenil con los Países Bajos, dónde fue uno de los jugadores más destacados de la selección neerlandesa sub-17 que alcanzó la final del Campeonato Europeo Sub-17 de la UEFA 2022: ya goleador en la fase de grupos, marcó goles decisivos para eliminar a Italia en cuartos de final y a Serbia en semifinales, antes de que su equipo fuera derrotado por Francia en la final.

## Estadísticas

### Clubes
Actualizado al último partido disputado el 25 de febrero de 2024.
| Club                             | Div.          | Temporada     | Liga  | Liga  | Liga   | Copas nacionales | Copas nacionales | Copas nacionales | Copas internacionales | Copas internacionales | Copas internacionales | Total | Total | Total  |
| Club                             | Div.          | Temporada     | Part. | Goles | Asist. | Part.            | Goles            | Asist.           | Part.                 | Goles                 | Asist.                | Part. | Goles | Asist. |
| -------------------------------- | ------------- | ------------- | ----- | ----- | ------ | ---------------- | ---------------- | ---------------- | --------------------- | --------------------- | --------------------- | ----- | ----- | ------ |
| Jong PSV · Países Bajos          | 2.ª           | 2022-23       | 34    | 15    | 3      | —                | —                | —                | —                     | —                     | —                     | 34    | 15    | 3      |
| Jong PSV · Países Bajos          | 2.ª           | 2023-24       | 14    | 6     | 1      | —                | —                | —                | —                     | —                     | —                     | 14    | 6     | 1      |
| Jong PSV · Países Bajos          | Total club    | Total club    | 48    | 21    | 4      | 0                | 0                | 0                | 0                     | 0                     | 0                     | 48    | 21    | 4      |
| Almere City F. C. · Países Bajos | 1.ª           | 2023-24       | 6     | 0     | 0      | 1                | 0                | 0                | —                     | —                     | —                     | 7     | 0     | 0      |
| Almere City F. C. · Países Bajos | Total club    | Total club    | 6     | 0     | 0      | 1                | 0                | 0                | 0                     | 0                     | 0                     | 7     | 0     | 0      |
| Total carrera                    | Total carrera | Total carrera | 54    | 21    | 4      | 1                | 0                | 0                | 0                     | 0                     | 0                     | 55    | 21    | 4      |